# Chicxulub Pueblo
Chicxulub Pueblo es una localidad en el estado de Yucatán, México, cabecera del municipio del mismo nombre que se encuentra en el norte de dicha entidad federativa. No debe confundirse con la localidad de Chicxulub Puerto, perteneciente al municipio de Progreso, en el mismo estado de Yucatán, ubicada sobre el litoral de la penìnsula, unos cuantos kilómetros al norte de Chicxulub Pueblo.

## Toponimia
Chicxulub significa literalmente en lengua maya, pulga del diablo. Se deriva de las voces ch'ik, que quiere decir pulga, y xulub, diablo o demonio.

## Localización
La localidad de Chicxulub Pueblo se encuentra 20 km al noreste de la ciudad de Mérida, capital del estado de Yucatán.

## Datos históricos
El pueblo de Chicxulub, cabecera del municipio homónimo, perteneció en la época prehispánica a la provincia de Ceh-Pech; sin embargo, no hay datos de la existencia de algún asentamiento anterior a la llegada de los españoles. 
No se conoce la fecha en que fue fundado el pueblo de Chicxulub pero se ha podido establecer que ya se encontraba habitado por españoles e indígenas en 1549. Existe la suposición de que la localidad fue desarrollada a partir de la primera encomienda ya que se conoce un antiguo documento que menciona a don Julián Doncel como encomendero del lugar en tal año.
Declarada la independencia de Yucatán en 1821, el pueblo de Chicxulub quedó comprendido en el partido de la costa cuya cabecera era Izamal. Desde la segunda mitad del siglo XIX, el pueblo de Chicxulub pasó a la jurisdicción del partido de Tixkokob, hasta que en el año de 1918, después de la promulgación en el estado de la Ley de Municipios de Yucatán, se erigió como cabecera del municipio del mismo nombre.

## Galería

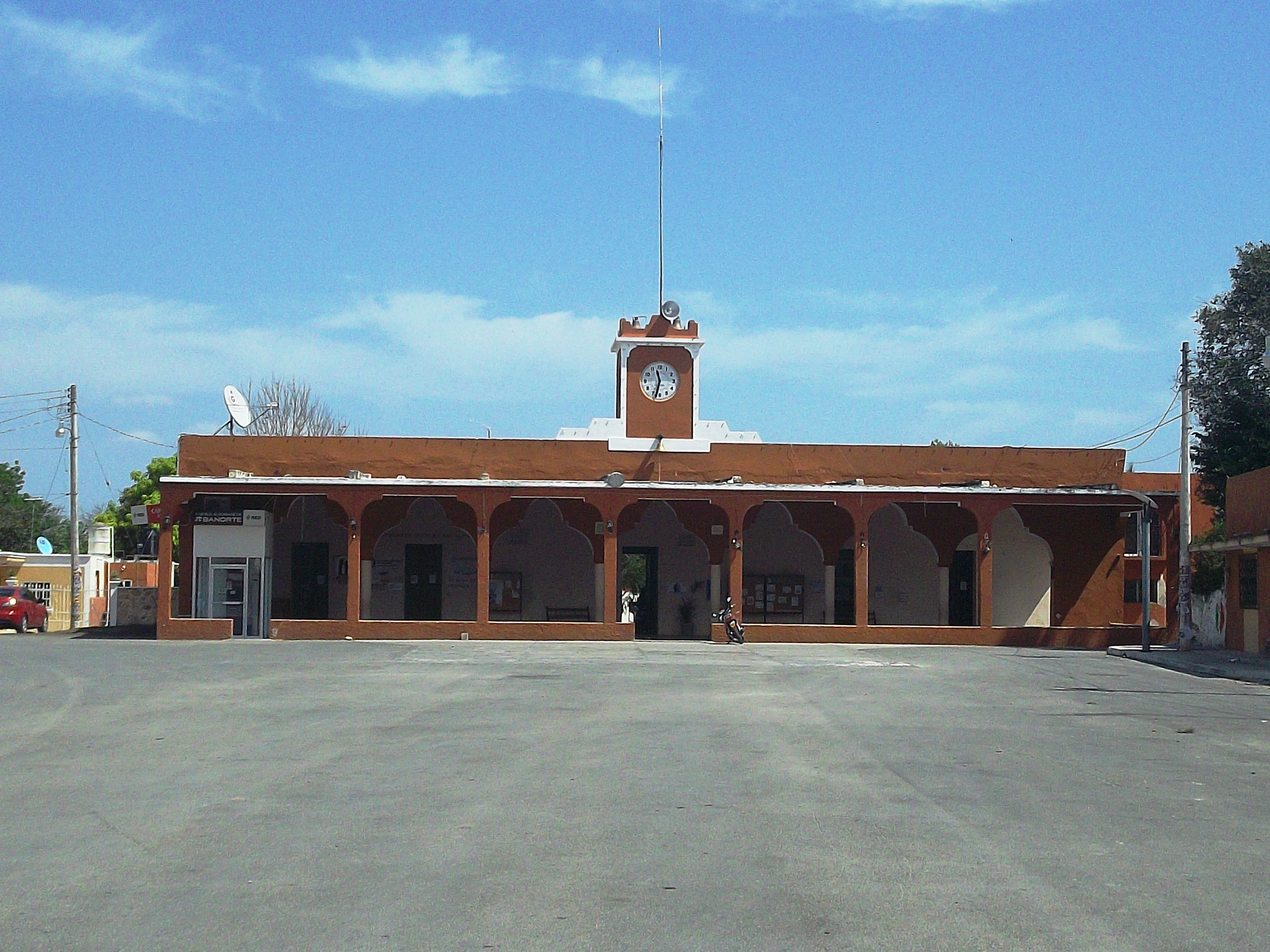
Palacio municipal de Chicxulub Pueblo.
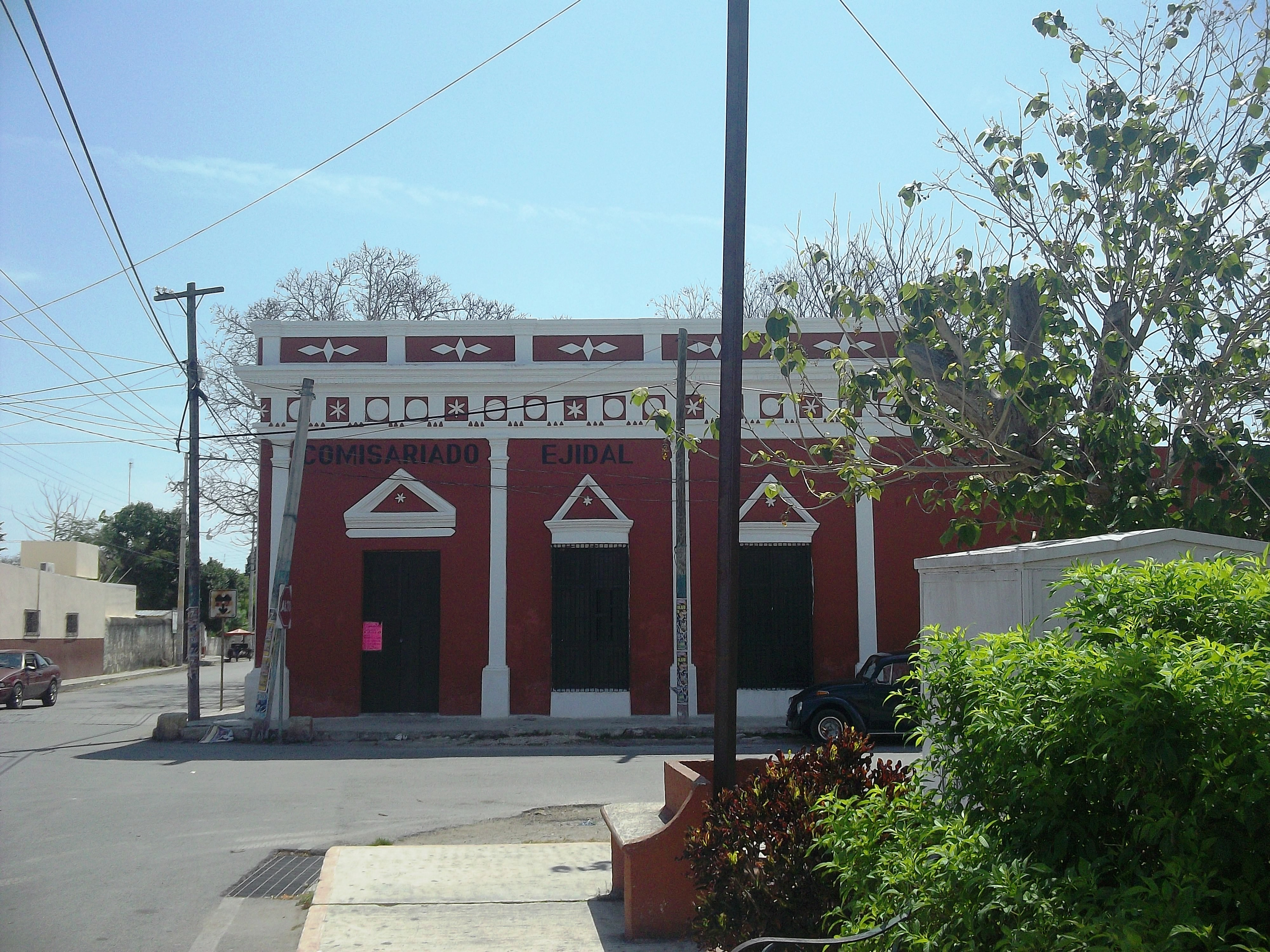
Casa ejidal de Chicxulub Pueblo.
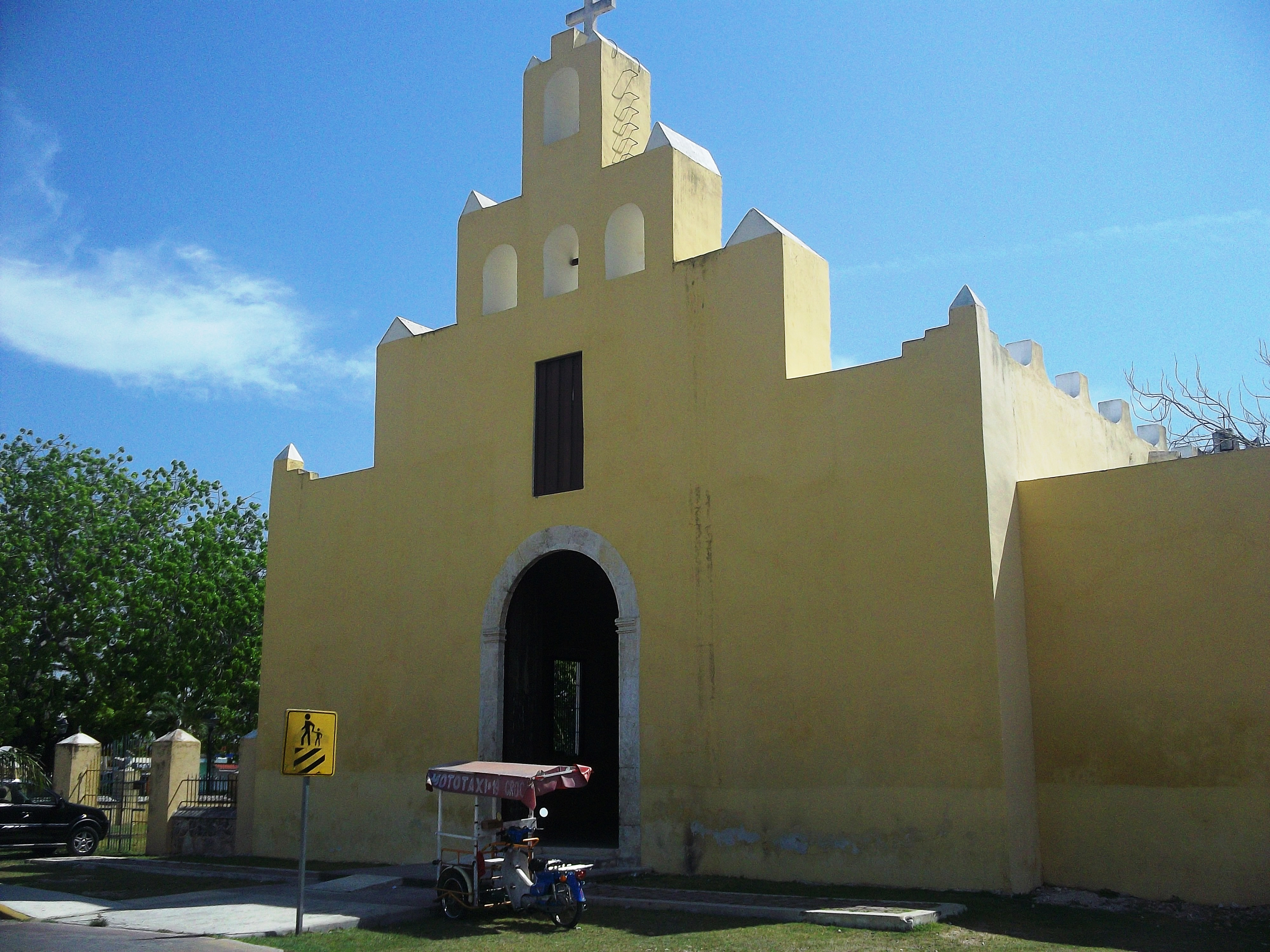
Iglesia principal de Chicxulub Pueblo.
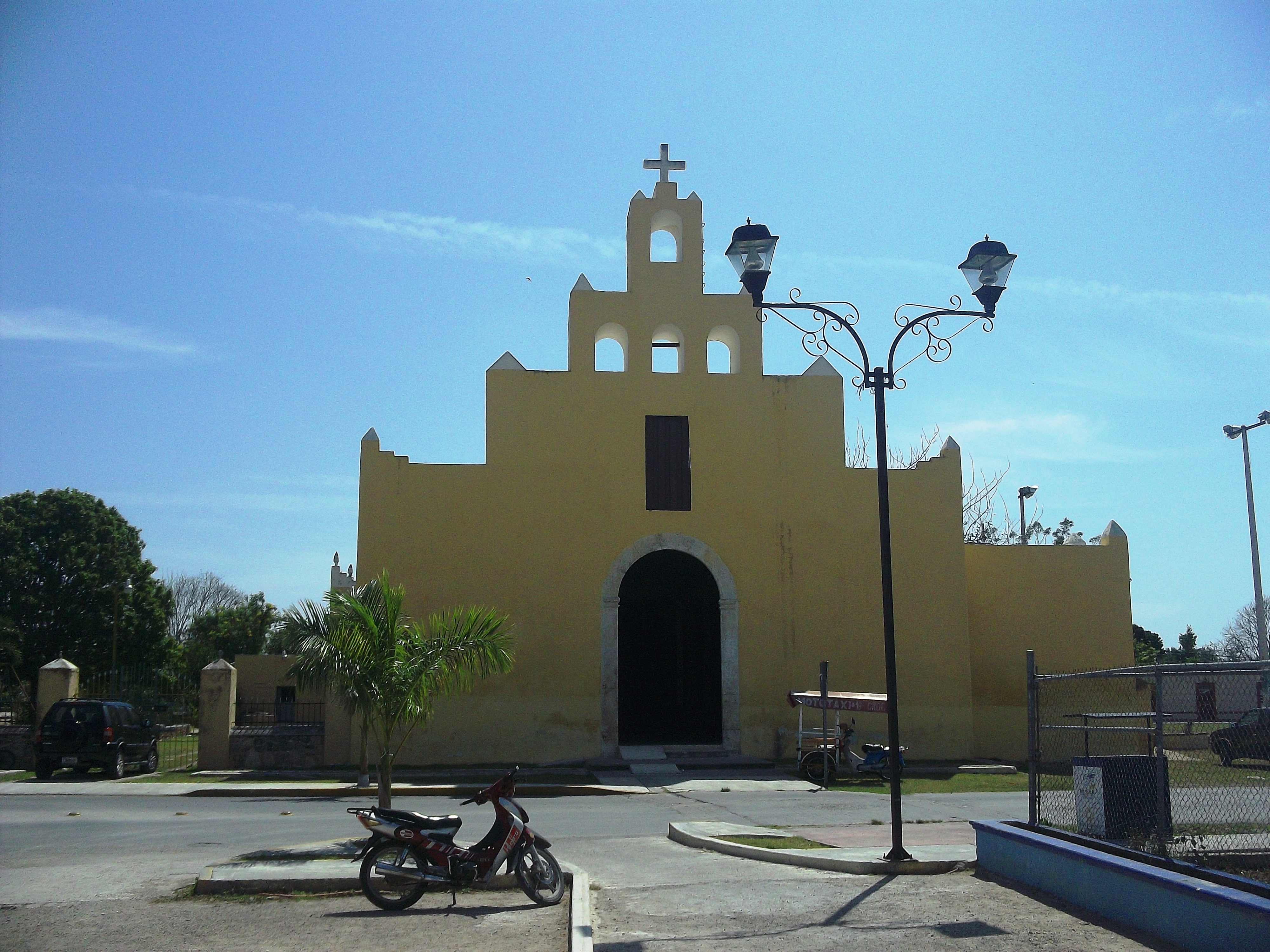
Iglesia principal de Chicxulub Pueblo.
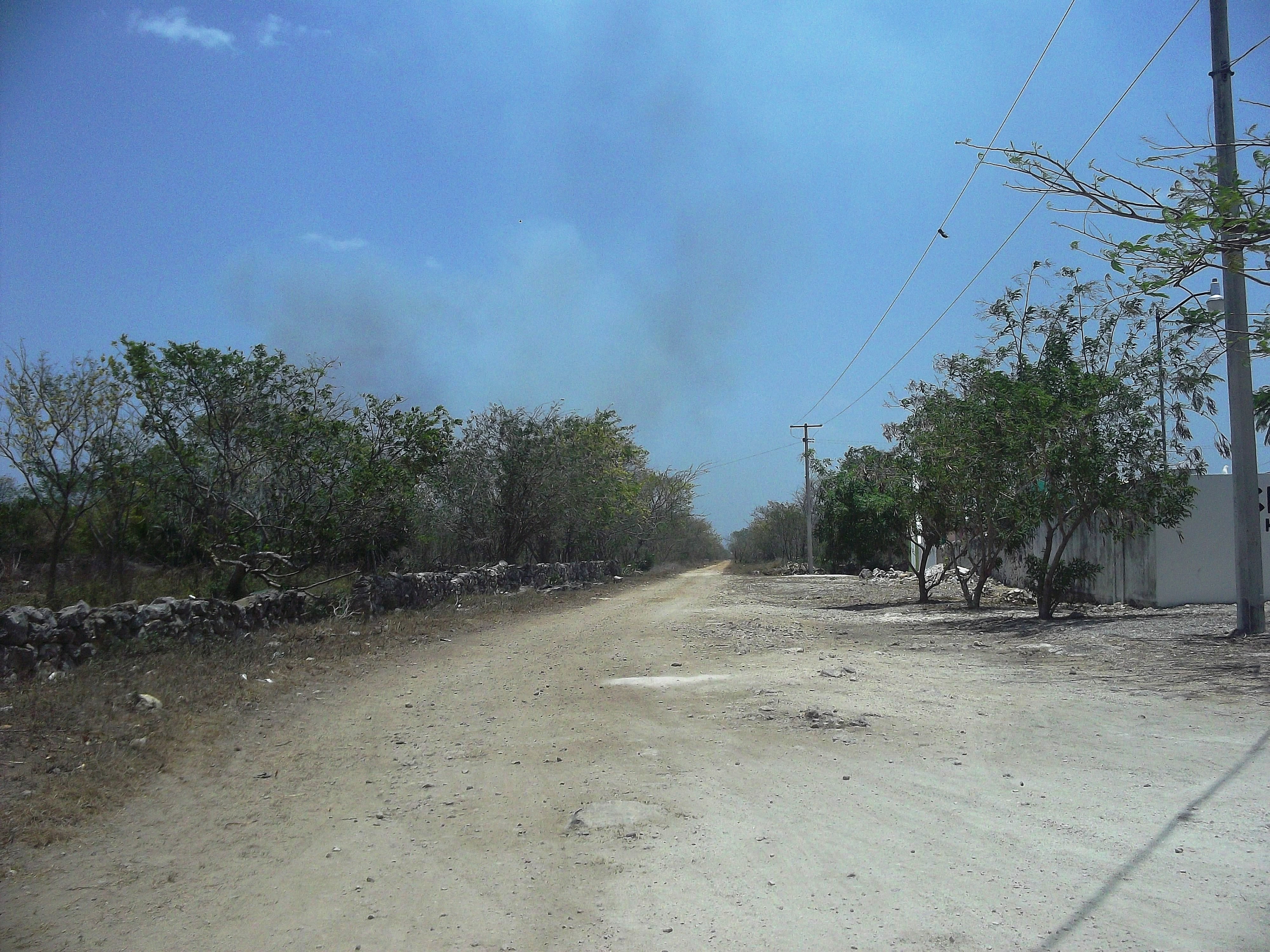
Estación de trenes de Chicxulub Pueblo.
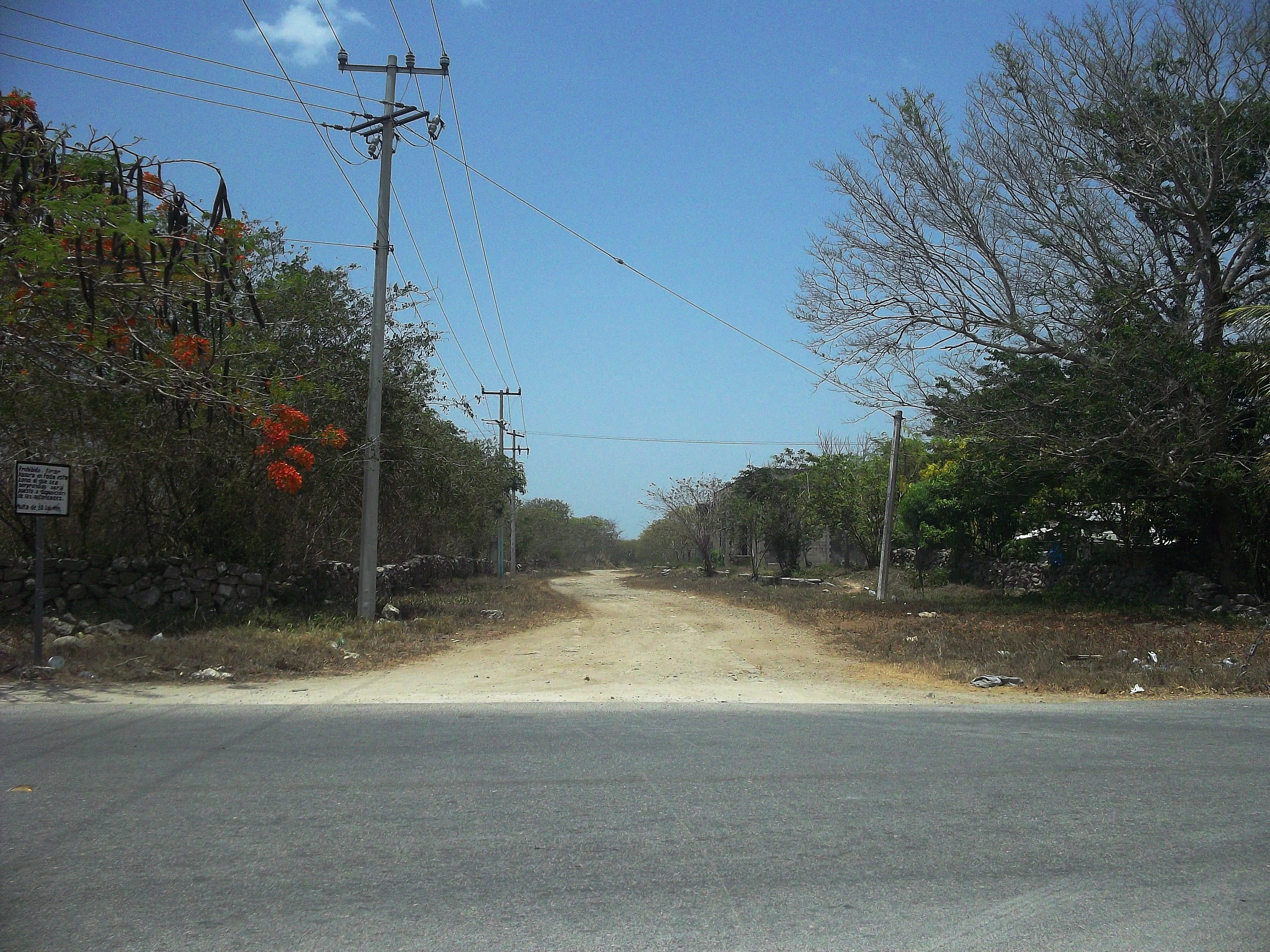
Antiguo camino del tren a Kantoyná.
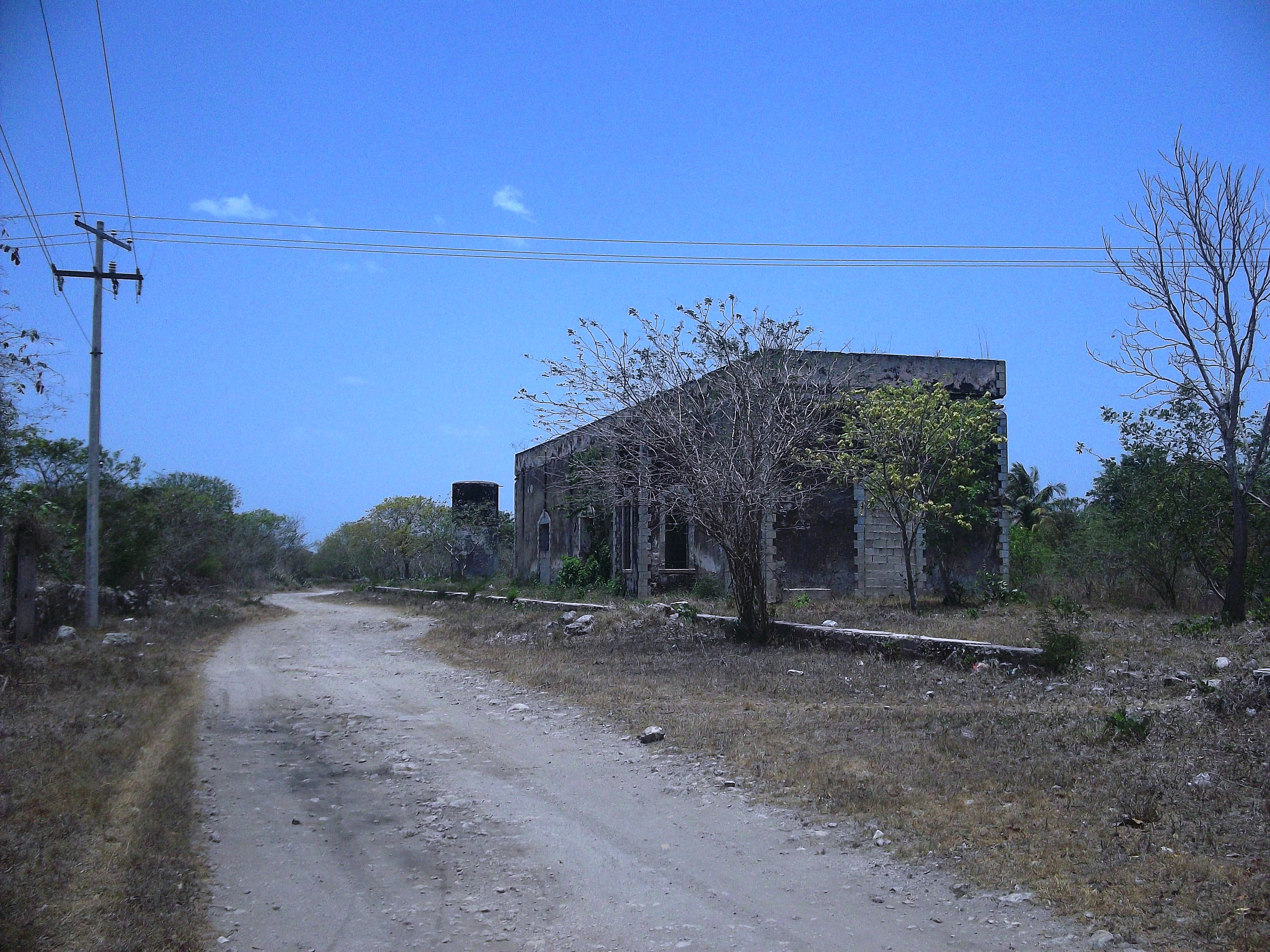
Estación de trenes de Chicxulub Pueblo.
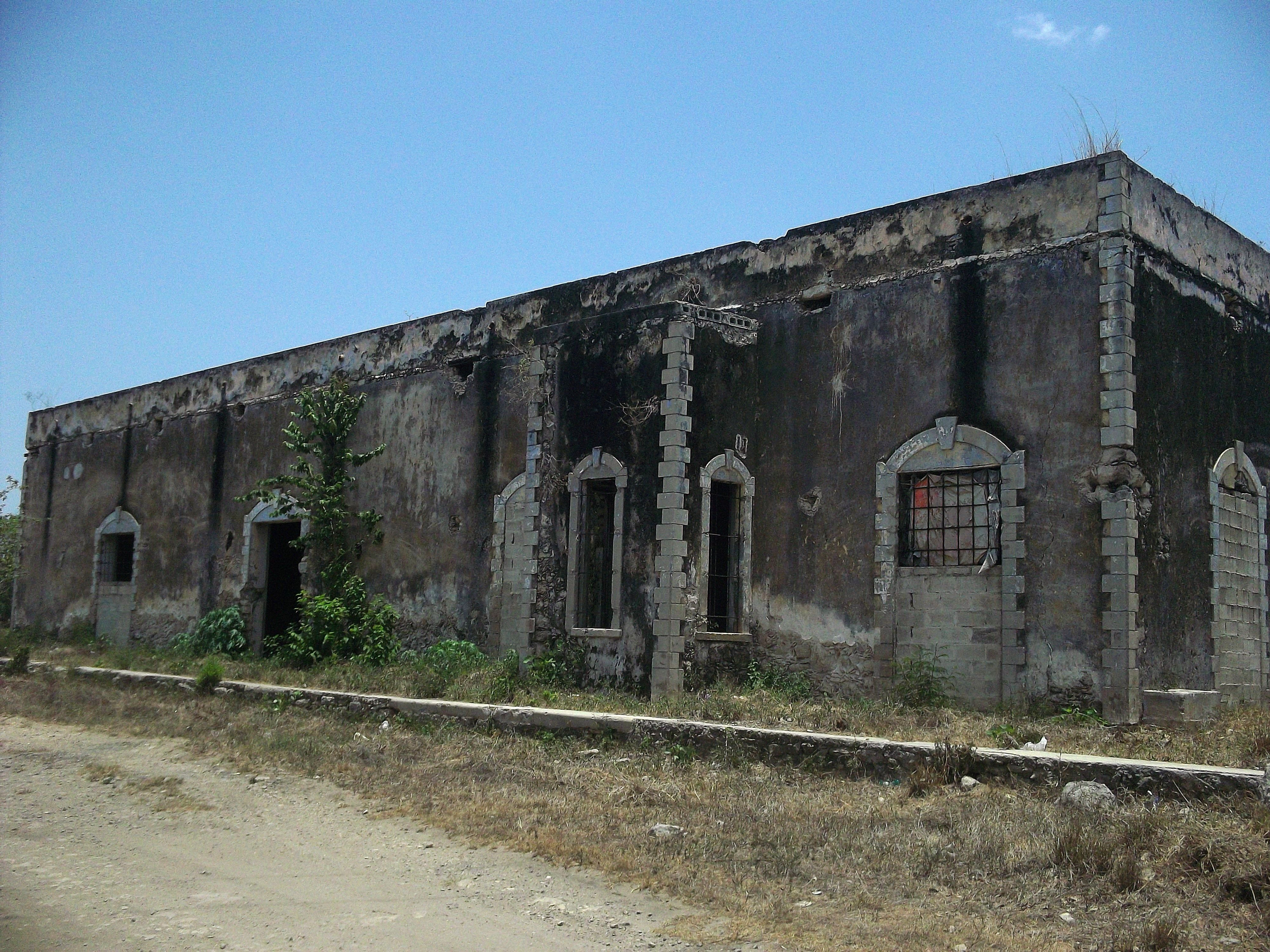
Estación de trenes de Chicxulub Pueblo.
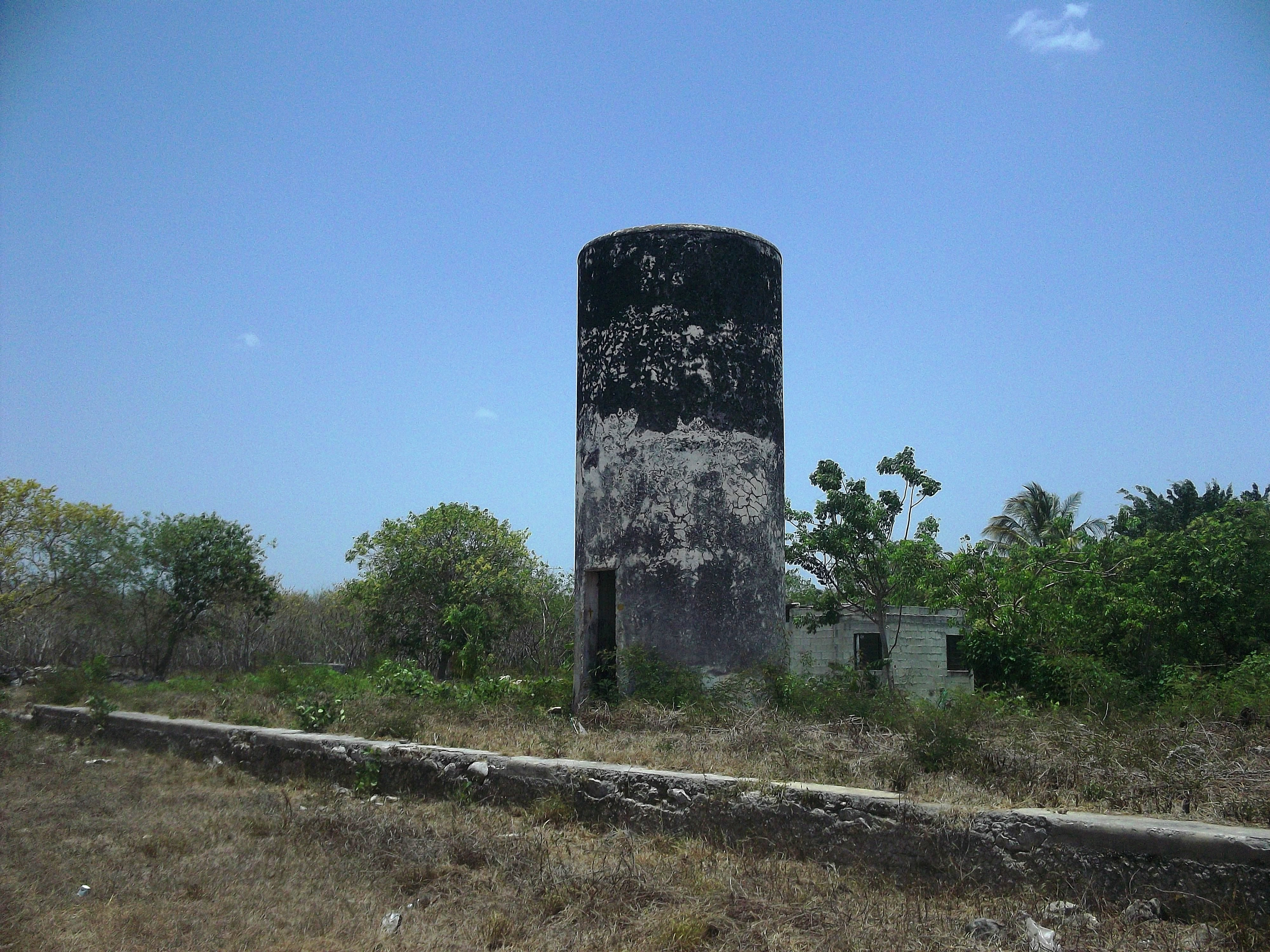
Estación de trenes de Chicxulub Pueblo.
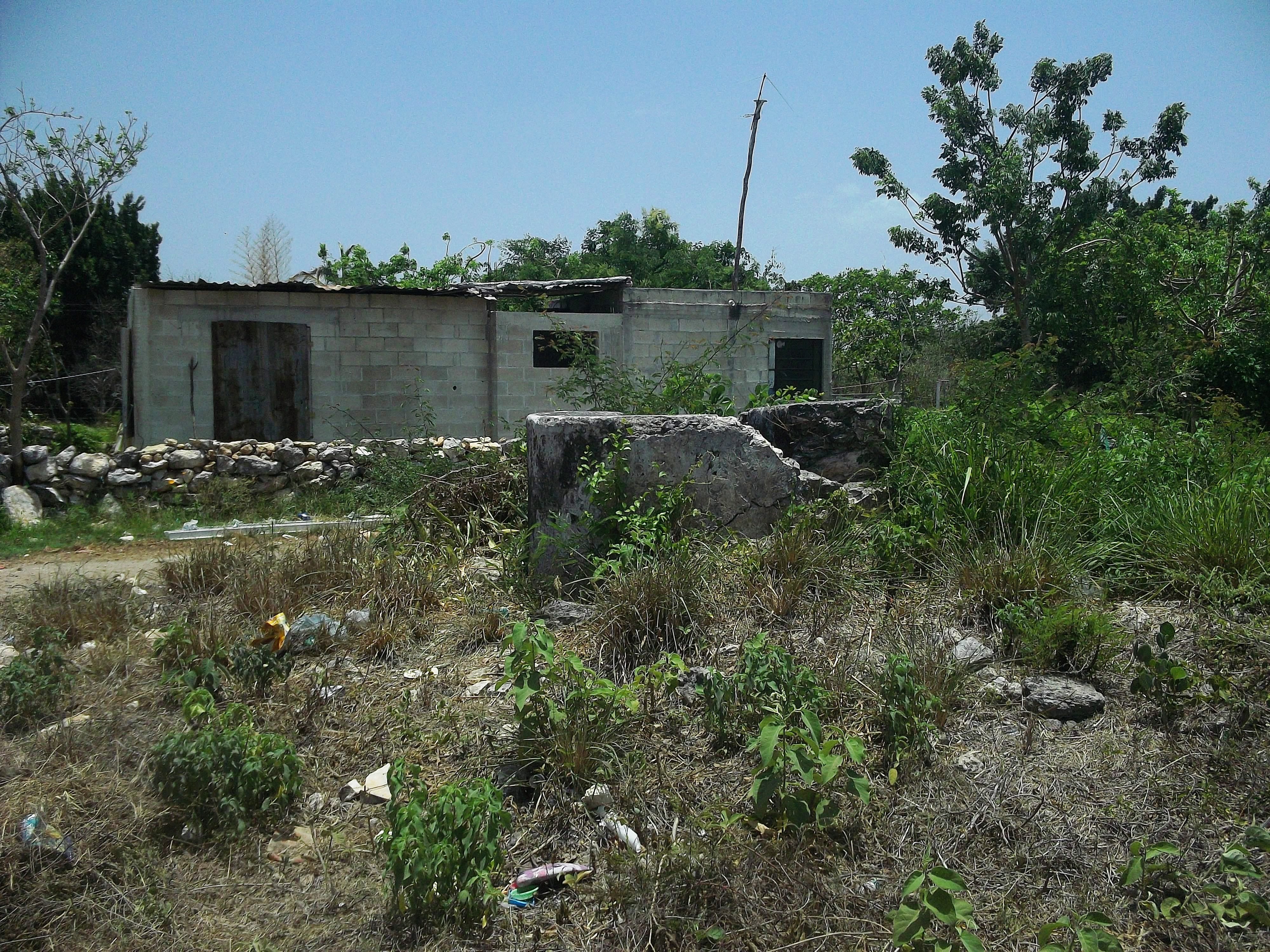
Estación de trenes de Chicxulub Pueblo.
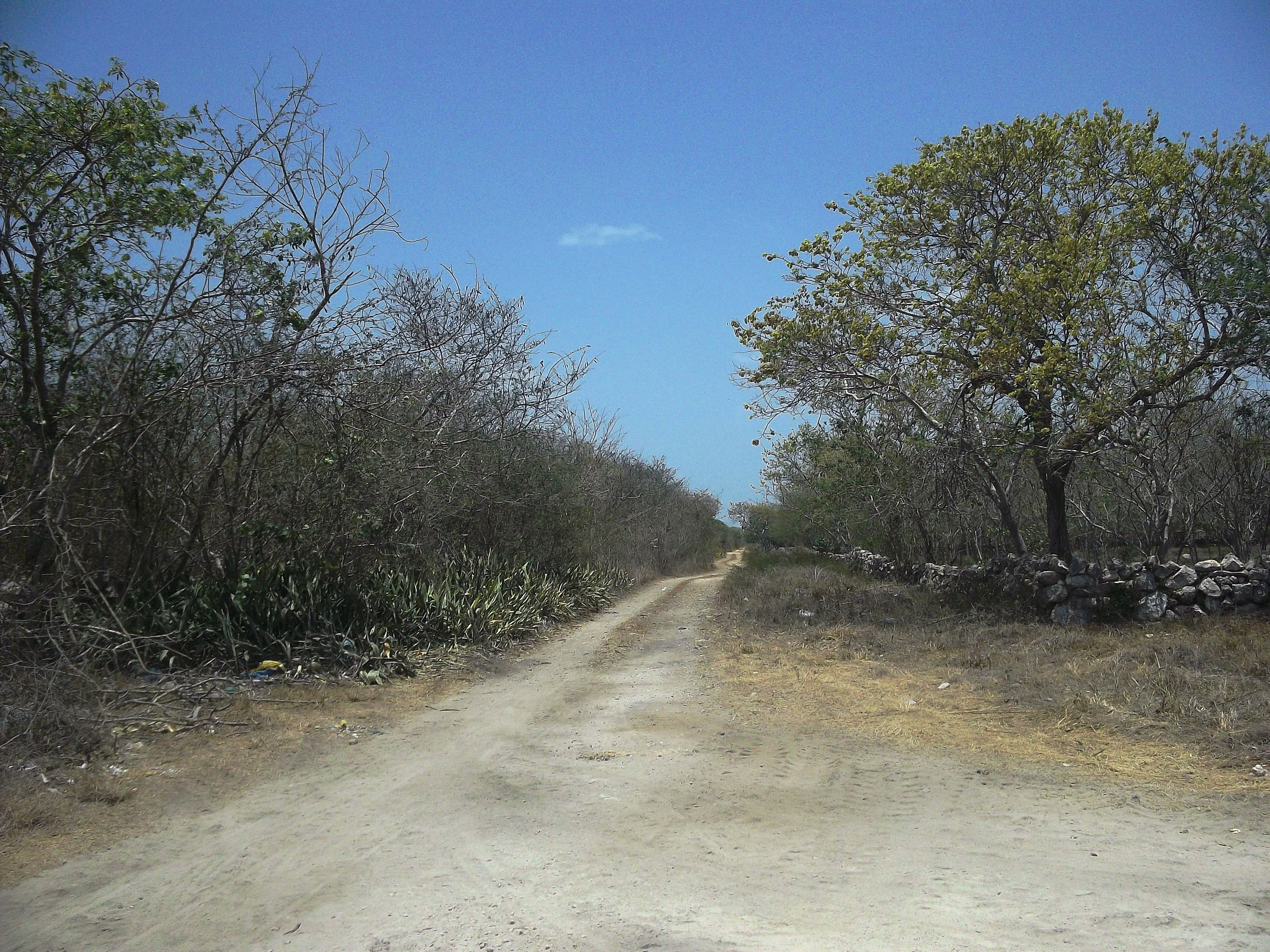
Antiguo camino del tren a Lactún.
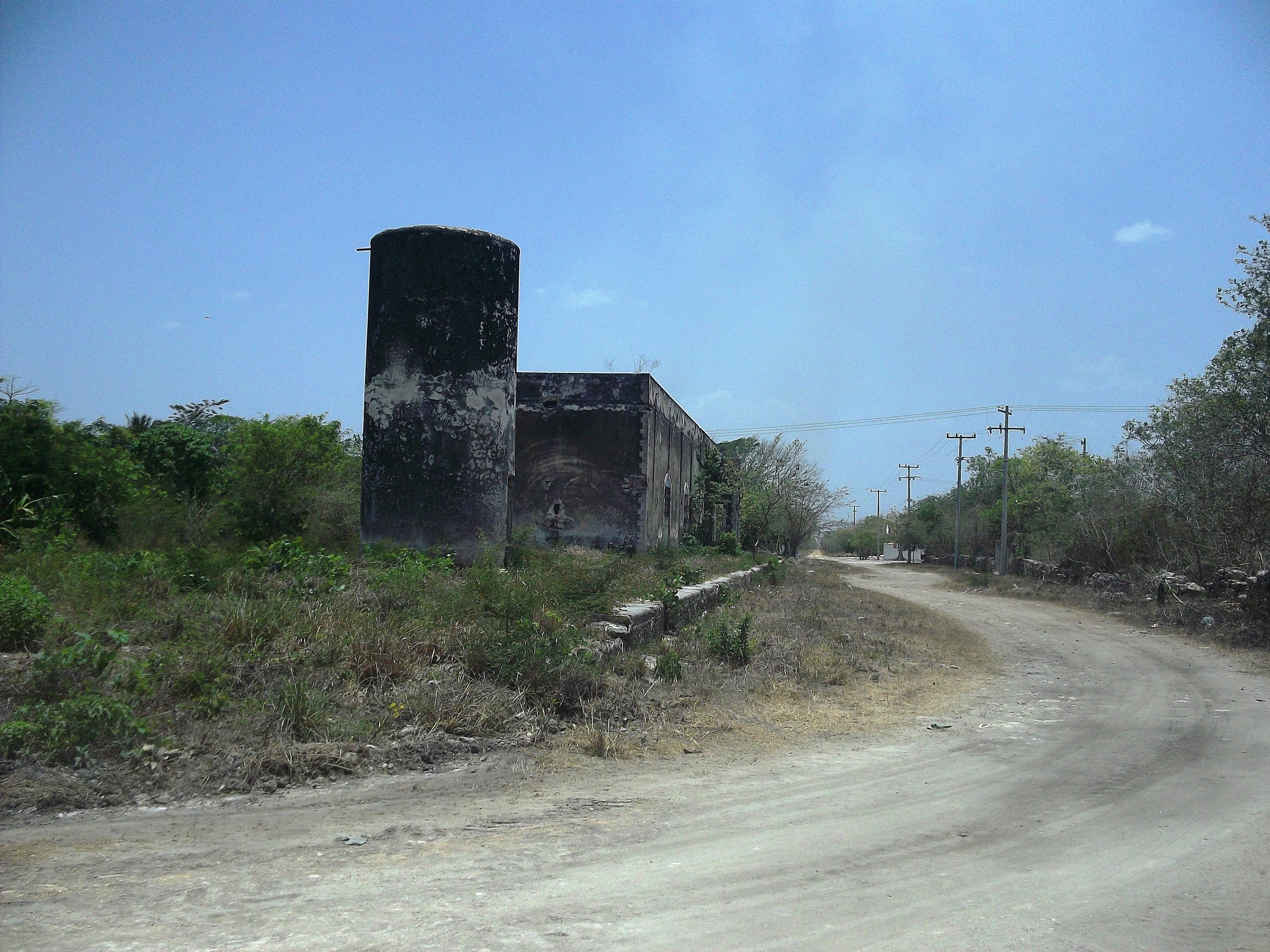
Estación de trenes de Chicxulub Pueblo.
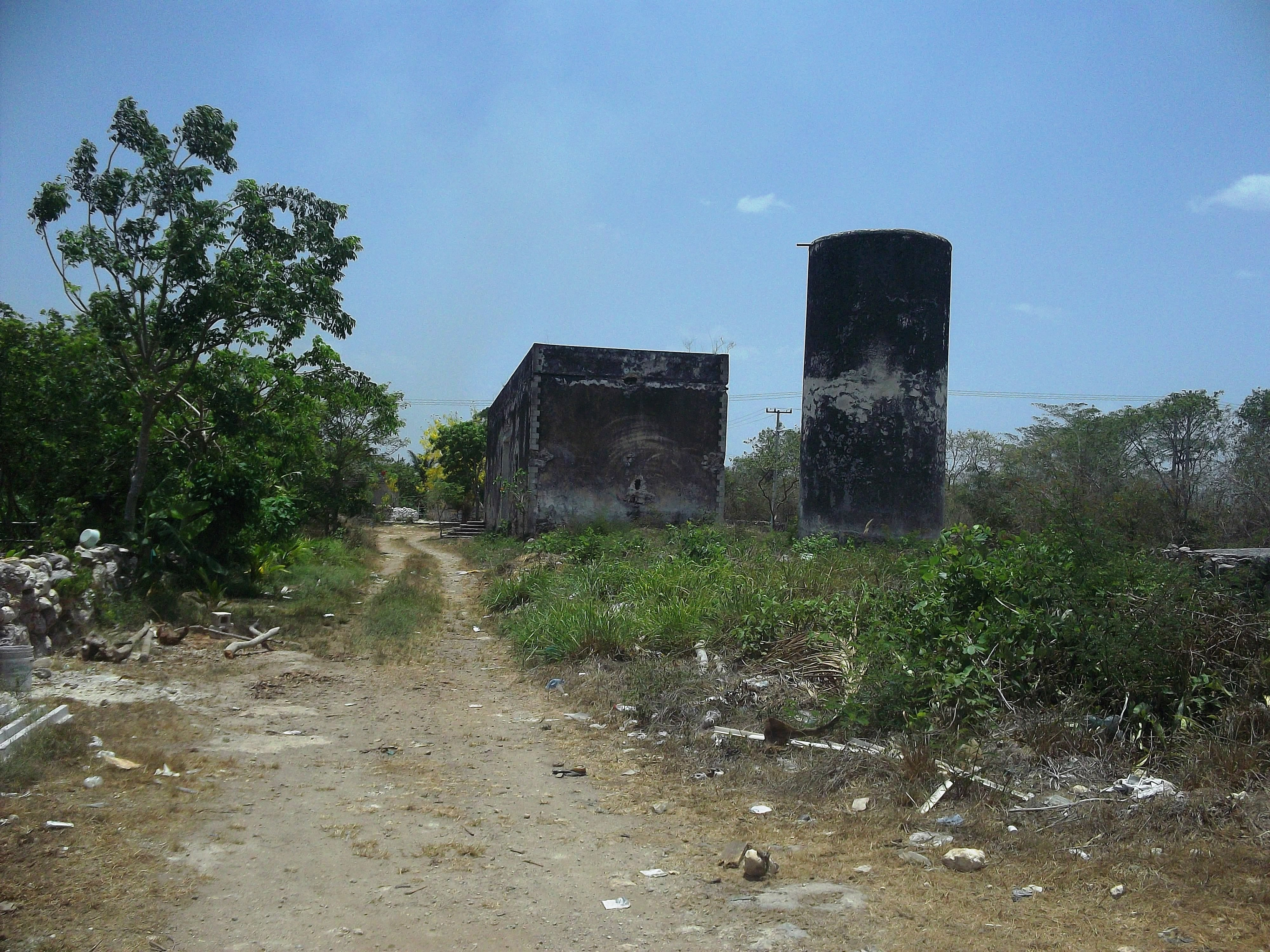
Estación de trenes de Chicxulub Pueblo.
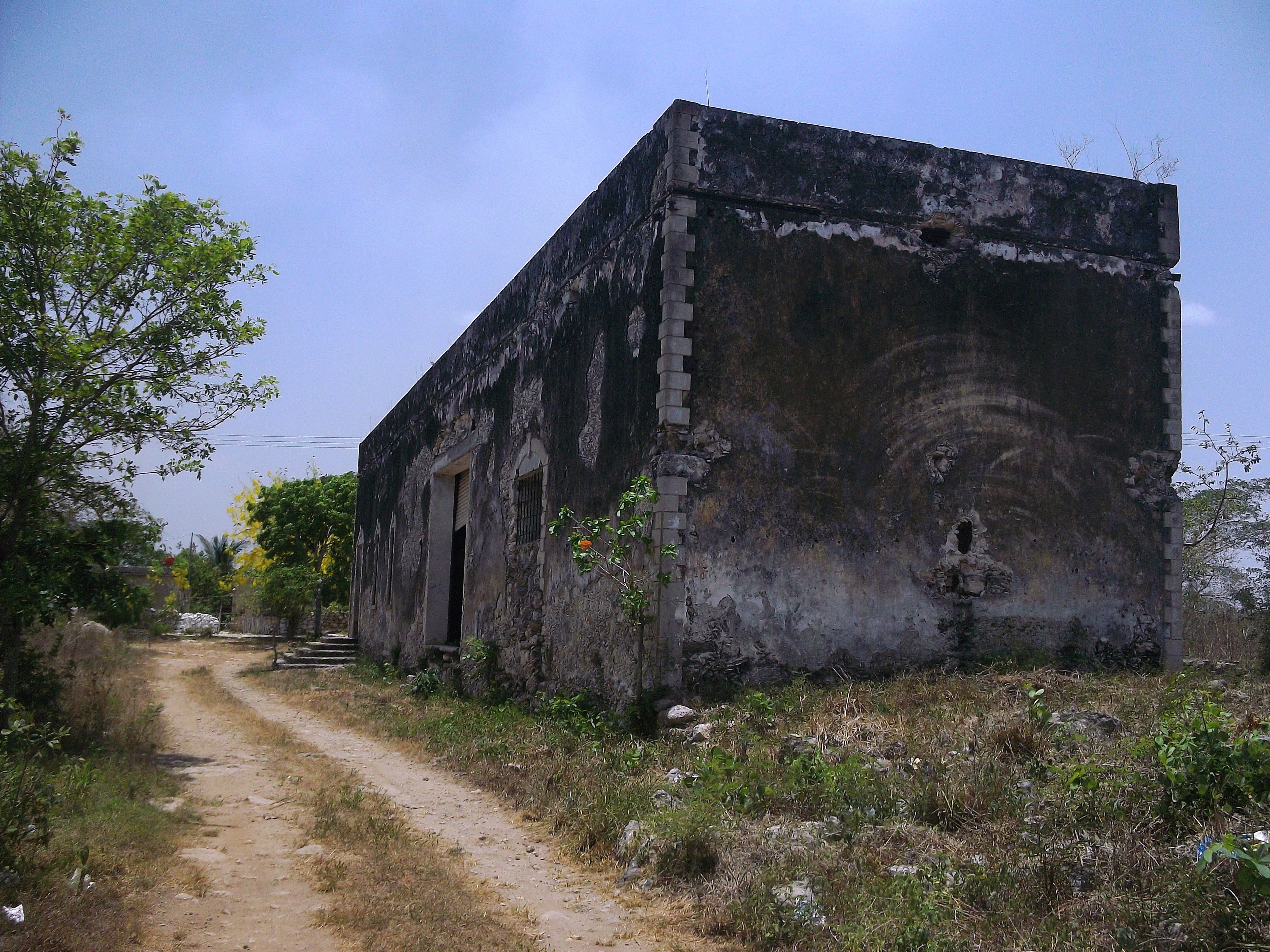
Estación de trenes de Chicxulub Pueblo.
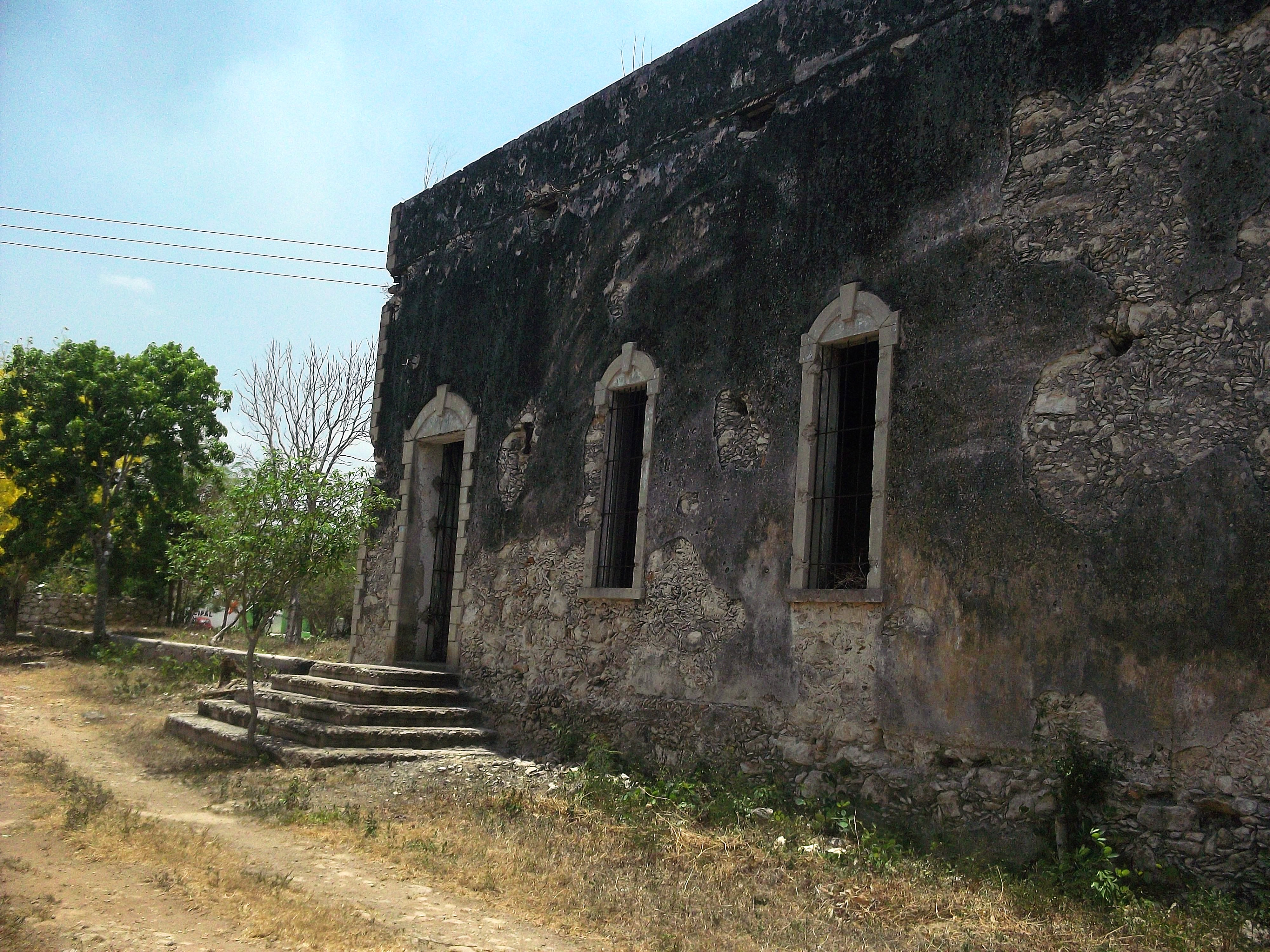
Estación de trenes de Chicxulub Pueblo.